# Chaise (hippomobile)
Pour les articles homonymes, voir Chaise.

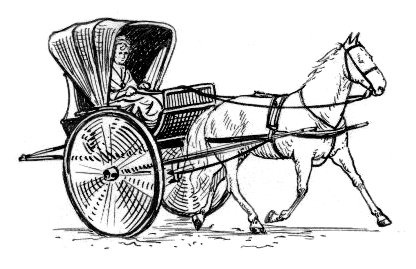

Chaise dos Óculos (deux fenêtres latérales), musée national des carrosses, Lisbonne

La chaise est un véhicule hippomobile privé, destiné à une ou deux personnes. 
Appellation probablement dérivée de la chaise à porteurs, c'est le moyen le plus simple de transporter une personne : un siège posé sur deux brancards, avec deux roues à l'arrière, tiré par un homme.  Certaines chaises pouvaient du reste être portées avec des brancards, ou être équipées de roues et d'un brancard. Ces chaises étaient appelées vinaigrettes. Une autre chaise appelée brouette, dont le brevet fut déposé par un Monsieur Dupin, comportait une suspension avec des ressorts en bois, l'essieu pouvant coulisser le long de fentes verticale pratiquées dans le bas de la caisse. Il n'a fallu que peu de modifications pour remplacer la traction humaine par la traction à cheval.
Sur ce principe de base ont été conçues de multiples variations. Il y a eu des chaises à quatre roues, et attelées à deux chevaux. La principale préoccupation a été l'amélioration du confort. On a adjoint à la chaise des suspensions, en plus d'une construction jouant sur la souplesse des longs brancards, d'abord des ressorts en acier (suspension à la Dalesme) puis des ressorts à pincettes ou en C. L'importance des suspensions est telle qu'elles ont souvent servi à désigner les types de chaises : chaise à cul de singe, à l'écrevisse… D'abord ouverte, la chaise fut dotée d'une capote, puis fut entièrement fermée. Basse entre les brancards, elle était accessible par l'avant, les passagers se protégeant par un volet de cuir.
Par sa légèreté, la chaise est devenue un véhicule destiné à la vitesse : la chaise de poste a servi à porter le courrier pendant plusieurs siècles. 
La chaise de promenade luxueusement ornementée pour les dames de l'aristocratie avant la Révolution a donné naissance au cabriolet.

## Sources
- Lexique du cheval :
- Joseph Jobé, Au temps des cochers, Lausanne, Edita-Lazarus, 1976.  (ISBN 2-88001-019-5)